# 宮下稔 (ゴルファー)
宮下 稔（みやした みのる、1963年7月9日 - ）は愛知県出身のプロゴルファー。

## 来歴
学生時代は下手であったが、1983年ハワイアンオープンでの青木功の逆転チップインイーグルに影響を受けプロゴルファーを目指し、1990年にプロテストで合格。
1991年に中日クラウンズでツアーデビューを果たすと、同年の岐阜オープンで優勝。
1992年の日本プロでは初日に出色の出来栄えでラウンド中に笑いを堪えるのが大変なほど嬉しくなり、自己ベスト69をマーク。首位と1打差の4位タイに入り、倉本昌弘・山本善隆と過去の優勝経験者と並んで首位タイに立った若木進一と共に、無名ながら上位に名前を連ねた。
2001年の日本プロを最後にレギュラーツアーから引退。
2005年頃からドライバーイップスとなるが、スイングのメカニカルを研究して克服し、シニアツアーにも挑戦。
現在は愛知県プロゴルフ協会理事の傍ら、ツアープロ完全マンツーマン個別レッスンスクール「ベーシックワンゴルフ」インストラクター。

## 主な優勝
- 1991年 - 岐阜オープン